# Alticus arnoldorum
Alticus arnoldorum is een  straalvinnige vissensoort uit de familie van de naakte slijmvissen (Blenniidae). De wetenschappelijke naam is  gepubliceerd in 1938 door Curtiss.